# Агесимен
Агесимен (др.-греч. Άγησιμένης; IV век до н. э.) — внук тирана Эреса на Лесбосе Гермоса.
Имя Агесимена не упомянуто ни в одном из сохранившихся литературных источников, а известно лишь из данных эпиграфики. Он был сыном Гермесидея и внуком проперсидского тирана Гермоса, который правил в 340-х годах до н. э. вместе с братьями Гермоном и Аполлодором. В 343/342 году до н. э. при содействии македонского царя Филиппа II жители Эреса свергли тиранов и, заочно, приговорили их к смерти, а потомков, к которым принадлежал Агесимен, — к изгнанию.
Впоследствии, Агесимен несколько раз пытался вернуться в родной город, для чего обращался к македонским царям Александру и Филиппу III Арридею. Цари во всех случаях делегировали решение вопроса жителям Эреса, которые подтверждали первоначальный приговор.